# Black Tea
Black Tea er en romantisk dramafilm fra 2024, der er instrueret af Abderrahmane Sissako. Filmen er en samproduktion mellem en række forskellige lande: Frankrig, Luxembourg, Taiwan, Mauretanien og Elfenbenskysten. Det er en kærlighedshistorie mellem en ung kvinde Aya fra Elfenbenskysten, der forsøger at skabe sig en ny tilværelse i den kinesiske storby Guangzhou, og kineseren Cai, der ejer en tebutik. De talte sprog i filmen er mandarin og fransk.
Filmen havde verdenspremiere på filmfestivalen i Berlin (Berlinalen) i februar 2024.

## Handling
Filmens temaer er fortælling om identitet, vandringer og det universelle håb om kærlighed. Den unge kvinde Aya fra Elfenbenskysten siger ved alteret nej til at gifte sig og starter i stedet en ny tilværelse i Guangzhou i Kina. I den afrikanske diaspora i Guangzhou, kendt som ‘Chocolate City’, arbejder hun i en tebutik, som kineseren Cai ejer. Ayas og Cais forhold udvikler sig til en stille, men intens kærlighed, hjulpet på vej af den traditionelle te-ceremoni. Kulturelle forskelle og fortidens skygger udfordrer dog forholdet.

## Medvirkende
- Nina Mélo som Aya
- Chang Han som Cai
- Wu Ke-Xi
- Michael Chang

## Modtagelse

### Frankrig
På den franske webside AlloCiné, der samler anmeldelser fra franske filmkritikere, modtog filmen en bedømmelse på 2,6 ud af fem stjerner, baseret på anmeldelser fra 19 kritikere.

### Danmark
Filmmagasinet Ekko anmeldte filmen til tre stjerner ud af seks. Anmelderen kaldte Sissako for Afrikas vigtigste instruktør, men mente, at der manglede gnist i den romance, der skulle være filmens centrale fokus. Selvom viste en global virkelighed, som de færreste vesterlændinge ved noget om, nemlig det liv, som tusinder af håbefulde afrikanere lever i Mellemøsten og Østasien, blev filmens ambitioner ifølge anmelderen uforløst, fordi persondramaet ikke fungerede tilstrækkelig godt. I Politiken fik filmen tilsvarende tre hjerter. Kim Skotte skrev, at det var interessant at opleve den afrikanske diasporas ubeskrevne miljø i Guangzhou, men at filmen ind imellem kæmpede med tingene, og at filmens hyldest til Hongkong-filmskaberen Wong Kar-wai ikke faldt helt på plads.